# Бразильская католическая апостольская церковь
Бразильская католическая апостольская церковь (порт. Igreja Católica Apostólica Brasileira) — бразильская консервативная католическая община, находящаяся в расколе со Святым Престолом. Бразильская Католическая Апостольская Церковь — крупнейшая независимая католическая церковь в Бразилии, насчитывающая 560 781 члена по состоянию на 2010 год и 26 епархий по состоянию на 2021 год.

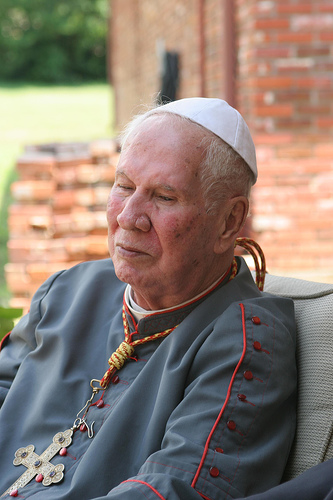
Патриарх Луис Фернандо Кастилло Мендеза

## История
Бразильскую католическую апостольскую церковь основал в 1945 году бывший епископ епархии Ботукату Карлош Дуарте Коста. Причиной раскола стало несогласие Карлоша Дуарте Косты с некоторыми правилами Канонического права Католической церкви и проводимой политики Ватикана.
В 1934 году из-за несоблюдения инструкций апостольской нунциатуры Карлош Дуарте Коста был лишён кафедры. В июле 1945 года он был отлучён от церкви за критику Святого Престола в бразильских СМИ, в которых он утверждал, что Ватикан во время II Мировой войны поддерживал нацистов. Он также призывал отменить нерасторжимость брака, целибат и выступал за избрание епископа верующими.
18 августа 1945 года Карлош Дуарте Коста объявил о создании Бразильской католической апостольской церкви. В 1949 году бразильские власти закрыли все приходы этой Бразильской католической апостольской церкви, однако вскоре Карлош Дуарте Коста снова открыл приходы, в которых ввёл новые богослужебные практики, отличные от Римско-Католической церкви, обязал священников использовать серые внелитургические одеяния. Он также разрешил разводы и отменил целибат.
15 августа 1945 года Карлош Дуарте Коста рукоположил нового епископа Саламана Барбоса Ферраша и 3 мая 1948 года — священника из Венесуэлы Луиса Фернандо Кастилло Мендезу. Эти епископы стали основывать общины Бразильской католической апостольской церкви в других странах Латинской Америки.
В 1958 году епископ Саламан Барбоса Мендеш вернулся в Римско-Католическую церковь и был принят в  сущем  сане  епископа без назначения на кафедру.
После смерти в 1961 году Карлоша Дуарте Косты руководство церковью взял на себя Луис Фернандо Кастилло Мендеза. В 1988 году он объявил себя патриархом.

## Структура
В настоящее время Бразильская католическая апостольская церковь состоит из 48 епархий.